# Balltze

Una manifestant amb la imatge de Cheems durant una marxa per la igualtat a Wrocław, Polònia.

Cheems és un mem d'internet originat a partir de la fotografia pujada a l'internet d'un gos de raça shiba inu xinès anomenat Balltze (xinès cantonès: 波子)  (Hong Kong, 9 de gener de 2011 - Hong Kong, 18 d'agost de 2023).

## Etimologia
El nom del mem deriva de la paraula ‘cheemsburger’, la qual és una grafia incorrecta de la paraula en anglès ‘cheeseburger’, que tindría qun significat en català de ‘hamburguesa amb formatge’.

## Característiques
Se sol conèixer a Cheems com a el gos dels mems, sobretot del tipus de "Swole Doge vs. Cheems" (o el mem del gos fort contra el gos feble, una evolució del mem Txad vs Virgin), encara que els mems creats a partir d'aquest gos són molt variats.
La manera de parlar de Cheems en els mems és bastant particular, ja que se li solen afegir lletres m als seus diàlegs, com per exemple: "em dona amsiemtat". La seva personalitat es podria resumir de la següent manera: una figura covarda, tímida, que pateix ansietat i que escriu amb faltes ortogràfiques.

## Origen
La foto original de Cheems data de l'any 2017, però va arribar a la seva màxima popularitat recentment l'en any 2019, en la plataforma Reddit. Cheems es va fer viral durant el confinament per la pandèmia de COVID-19, atès que se li sol mostrar-se ansiós o espantat, reflectint l'estat anímic de la població durant aquest moment. No obstant això, a diferència de molts altres fenòmens virals, el mem de Cheems ha aconseguit ser durador i mantenir la seva rellevància dins del ràpidament cambiant món dels mems d'internet malgrat el temps.
Al 2022, els amos de Balltze van comunicar als seus seguidors a través del seu compte oficial d'Instagram (la qual compta amb més de 600 mil seguidors) que el ca d'onze anys patia de pancreatitis i que, a més, se li havia trobat un melanoma a la seva pota davantera, per la qual cosa van haver de amputar-li un dels seus dits.
Al maig de 2023, van tornar els seus problemes de salut, se li van detectar un total de tres neoplàsies dins de la pleura i dificultats per a la respiració.

## Defunció
El dissabte19 d'agost de 2023 va ser anunciada, per mitjà del seu compte oficial d'Instagram, la defunció de Balltze al matí del dia anterior durant un procediment de toracocentesi. Tenia 12 anys.